# Apetyt
Apetyt (łac. appetitus ‘pożądanie’), łaknienie – pragnienie spożycia (najczęściej określonego) pokarmu, zazwyczaj zawierającego konkretny składnik odżywczy, potrzebny w danej chwili organizmowi. Bardzo często, mylnie, utożsamiany z głodem, który jest fizjologiczną potrzebą przyjęcia pokarmu, nie zaś, jak apetyt – psychologiczną. Za regulację apetytu odpowiada układ limbiczny. Hormonem regulującym apetyt jest serotonina.
Istnieje cały szereg zaburzeń łaknienia, które można sklasyfikować w 3 ogólnych kategoriach:
- Brak apetytu – spowodowany jest zwykle stałym (lub zasadniczo dominującym) uczuciem sytości[1][2]. Występuje w różnych chorobach, takich jak: jadłowstręt psychiczny (anoreksja), marskość wątroby, mocznica, niedoczynność kory nadnerczy, niedoczynność tarczycy, niedoczynność przytarczyc, rak żołądka, zanikowy nieżyt żołądka[2], a także w chorobach bakteryjnych[1][2] oraz chorobach jamy ustnej[1]. Towarzyszy czasem także przewlekłemu alkoholizmowi oraz niedoborowi witaminy B1[2].
- Nadmierny apetyt – prowadzący bardzo często do otyłości. Zazwyczaj spowodowany jest niewłaściwymi nawykami żywieniowymi[1] lub brakiem uczucia sytości. Występuje m.in. w: żarłoczności psychicznej (bulimii), cukrzycy, tasiemczycy oraz nadczynności tarczycy. Często pojawia się również w ciąży[2]. Czasami towarzyszy także niedorozwojowi umysłowemu[1].
- Łaknienie spaczone (pica) – spożywanie rzeczy niejadalnych (np. kredy, włosów, piasku). Jego dokładne przyczyny nie są znane[1][2]. Występuje najczęściej u dzieci[1]. U dorosłych może być objawem psychozy lub nerwicy[2].